# Liste der Naturdenkmale im Landkreis Sigmaringen

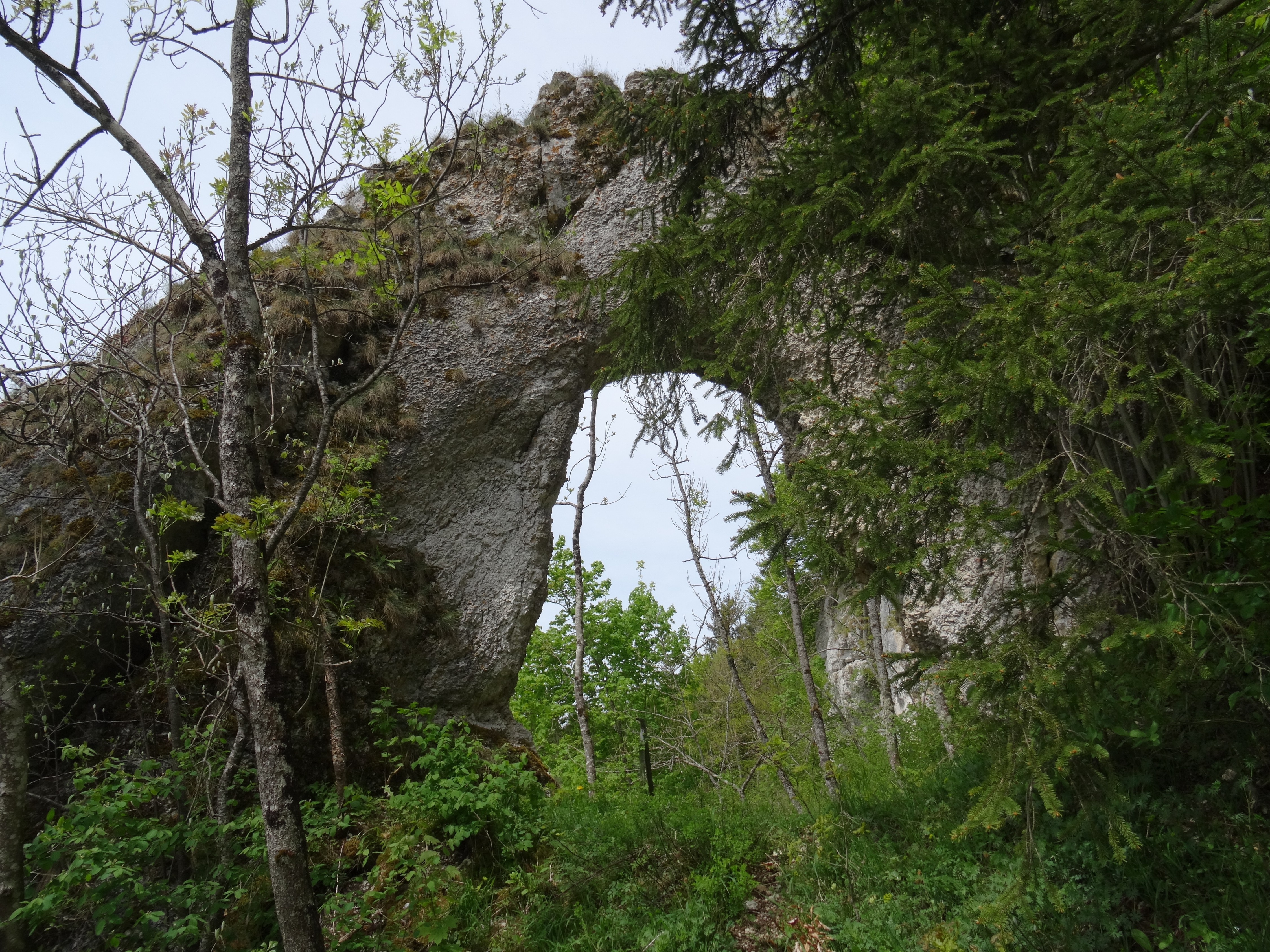
Naturdenkmal „Teufelstorfelsen“ bei Gammertingen

Die Liste der Naturdenkmale im Landkreis Sigmaringen nennt die Listen der in den Städten und Gemeinden im Landkreis Sigmaringen gelegenen Naturdenkmale. Im Landkreis Sigmaringen liegen Stand Juli 2024 insgesamt 78 flächenhafte Naturdenkmale (FND) und 172 als Naturdenkmal geschützte Einzelgebilde (END), darunter viele Höhlen und Felsformationen.

## Naturdenkmale im Landkreis Sigmaringen
Stand: 29. Juli 2024.
| Gemeinde                | Liste                                                     | Anzahl END | Anzahl FND | Gesamt |
| ----------------------- | --------------------------------------------------------- | ---------- | ---------- | ------ |
| Bad Saulgau             | Liste der Naturdenkmale in Bad Saulgau                    | 17         | 8          | 25     |
| Beuron                  | Liste der Naturdenkmale in Beuron                         | 16         | 13         | 29     |
| Bingen                  | Liste der Naturdenkmale in Bingen (Landkreis Sigmaringen) | 5          | 1          | 6      |
| Gammertingen            | Liste der Naturdenkmale in Gammertingen                   | 18         | 3          | 21     |
| Hettingen               | Liste der Naturdenkmale in Hettingen                      | 1          | 6          | 7      |
| Hohentengen             | Liste der Naturdenkmale in Hohentengen (Oberschwaben)     | 2          | 8          | 10     |
| Illmensee               | Liste der Naturdenkmale in Illmensee                      | 1          | 1          | 2      |
| Inzigkofen              | Liste der Naturdenkmale in Inzigkofen                     | 7          | 2          | 9      |
| Krauchenwies            | Liste der Naturdenkmale in Krauchenwies                   | 2          | 1          | 3      |
| Leibertingen            | Liste der Naturdenkmale in Leibertingen                   | 7          | 2          | 9      |
| Mengen                  | Liste der Naturdenkmale in Mengen                         | 5          | 2          | 7      |
| Meßkirch                | Liste der Naturdenkmale in Meßkirch                       | 6          | 8          | 14     |
| Neufra                  | Liste der Naturdenkmale in Neufra                         | 4          | 3          | 7      |
| Ostrach                 | Liste der Naturdenkmale in Ostrach                        | 2          | 1          | 3      |
| Pfullendorf             | Liste der Naturdenkmale in Pfullendorf                    | 25         | 3          | 28     |
| Sauldorf                | Liste der Naturdenkmale in Sauldorf                       | 7          | 1          | 8      |
| Scheer                  | Liste der Naturdenkmale in Scheer                         | 4          | 2          | 6      |
| Schwenningen            | Liste der Naturdenkmale in Schwenningen (Heuberg)         | 0          | 1          | 1      |
| Sigmaringen             | Liste der Naturdenkmale in Sigmaringen                    | 20         | 4          | 24     |
| Sigmaringendorf         | Liste der Naturdenkmale in Sigmaringendorf                | 2          | 0          | 2      |
| Stetten am kalten Markt | Liste der Naturdenkmale in Stetten am kalten Markt        | 21         | 2          | 23     |
| Veringenstadt           | Liste der Naturdenkmale in Veringenstadt                  | 7          | 7          | 14     |
| Wald                    | Liste der Naturdenkmale in Wald (Hohenzollern)            | 5          | 1          | 6      |